# Andreas Merdeentzee
Andreas Merdeentzee (ur. ?, zm. ?) – w latach 1551–1583 ormiański współpatriarcha Jerozolimy